# Імперія (місто)
Імперія (італ. Imperia, ліг. Imperia) — муніципалітет в Італії, у регіоні Лігурія, столиця провінції Імперія.
Імперія розташована на відстані близько 430 км на північний захід від Риму, 95 км на південний захід від Генуї.

## Історія
Імперія — одне з наймолодших міст Італії. Воно виникло у 1923 році при об'єднанні старовинних міст Порто-Мауріціо та Онелья з навколишніми селами. Звучну назву отримало з подачі Беніто Муссоліні, завдяки річці Імперо, яка тут протікає. Історія Порто-Мауріціо сходить до часу  Римської імперії. Онелья була володінням єпископів Альбенга з 1100 року до 1298, коли береговий замок викупили генуезькі патриції Доріа. Саме тут народився адмірал Андреа Доріа. Після 1576 року містом володіла Савойська династія, яка майже безперервно обороняла його від нападів генуезців, іспанців і французів.
Щорічний фестиваль відбувається 26 листопада. Покровитель — San Leonardo da Porto Maurizio.

## Демографія
Населення — 42 450 осіб (2014).
Населення за роками:

Станом на 1 січня 2023 року в муніципалітеті офіційно проживало 6736 іноземців з 105 країн, серед них 863 громадяни країн Євросоюзу та 134 громадяни України.

## Сусідні муніципалітети
- Чивецца
- Діано-Арентіно
- Діано-Кастелло
- Діано-Марина
- Дольчедо
- Понтедассіо
- Сан-Лоренцо-аль-Маре
- Вазія

## Галерея зображень

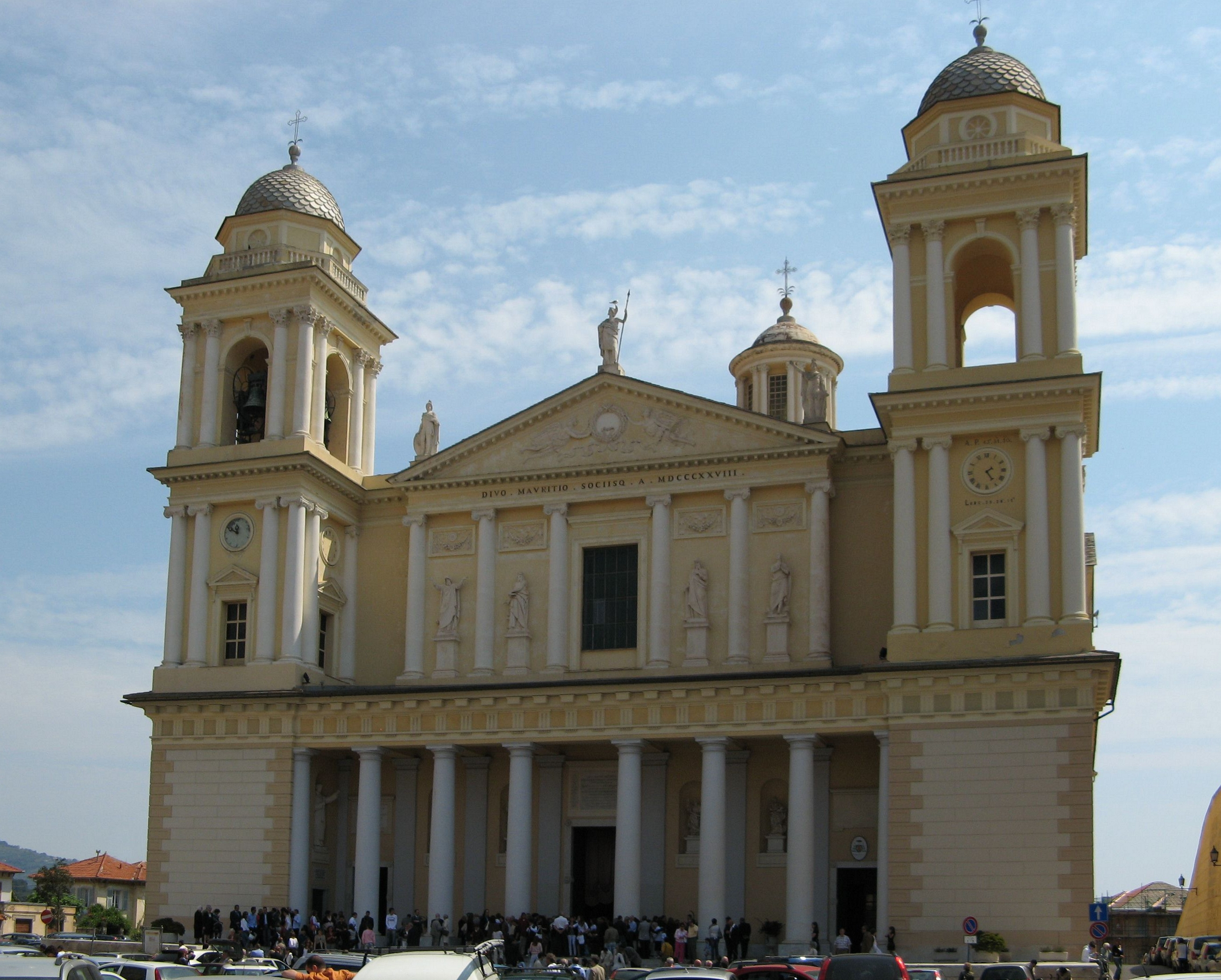
Cattedrale di S.Maurizio, a Porto Maurizio
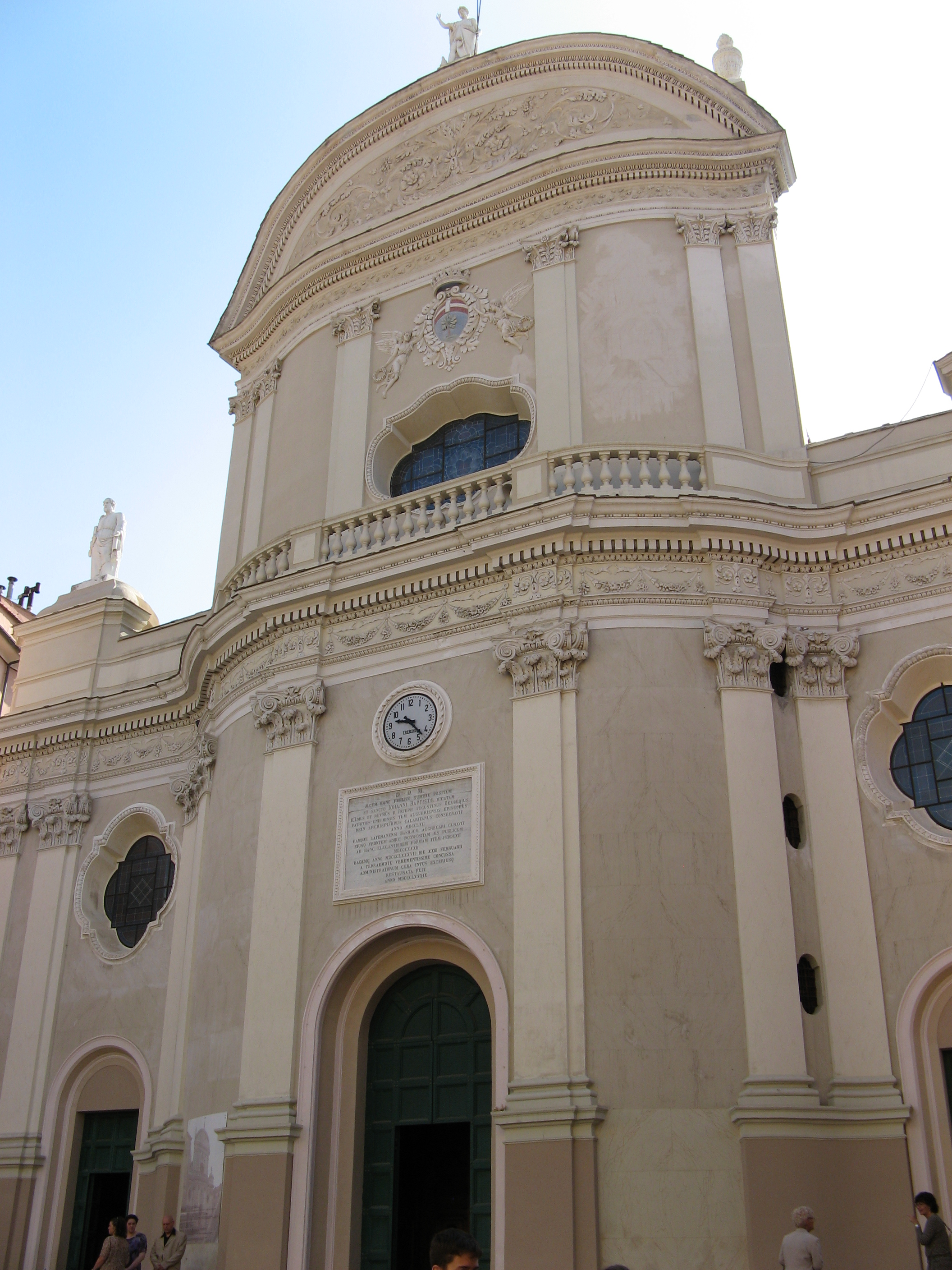
Collegiata di S.Giovanni Battista, ad Oneglia
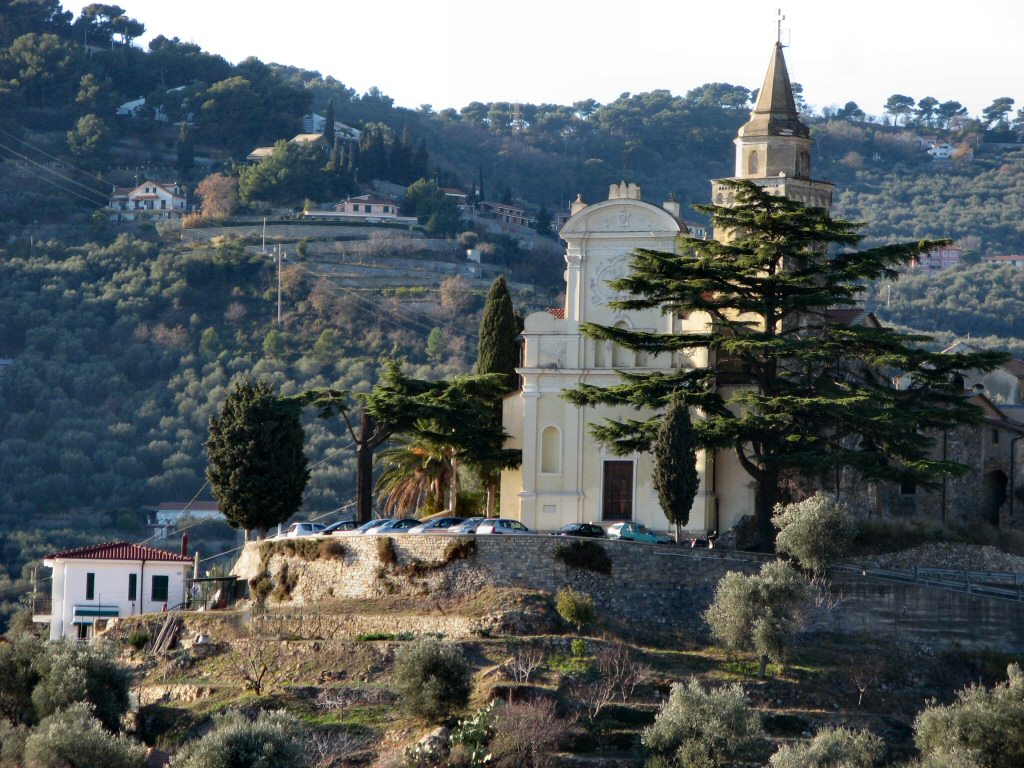
Santa Maria Maggiore, a Castelvecchio
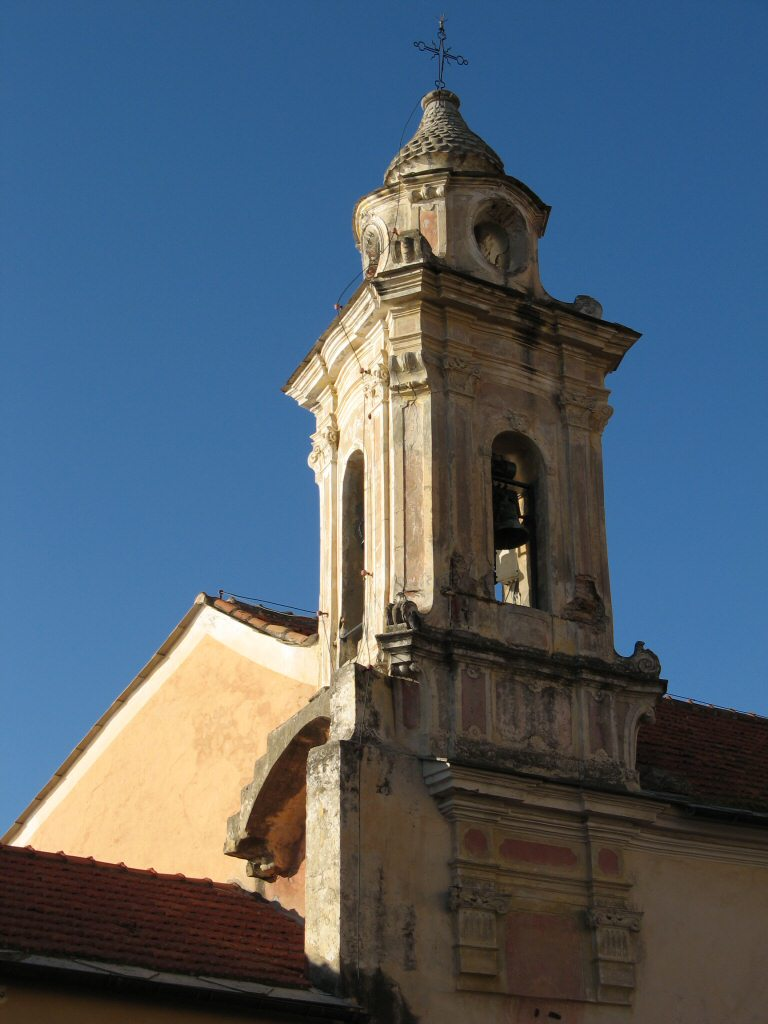
Il campanile della chiesa di S.Chiara
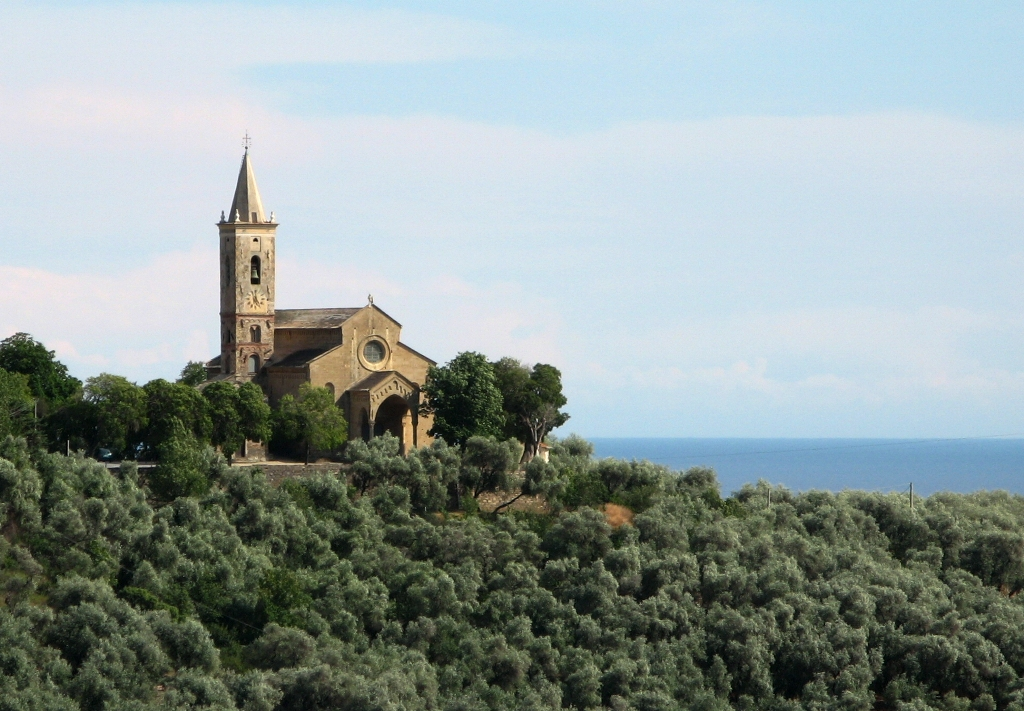
Il santuario romanico di Montegrazie
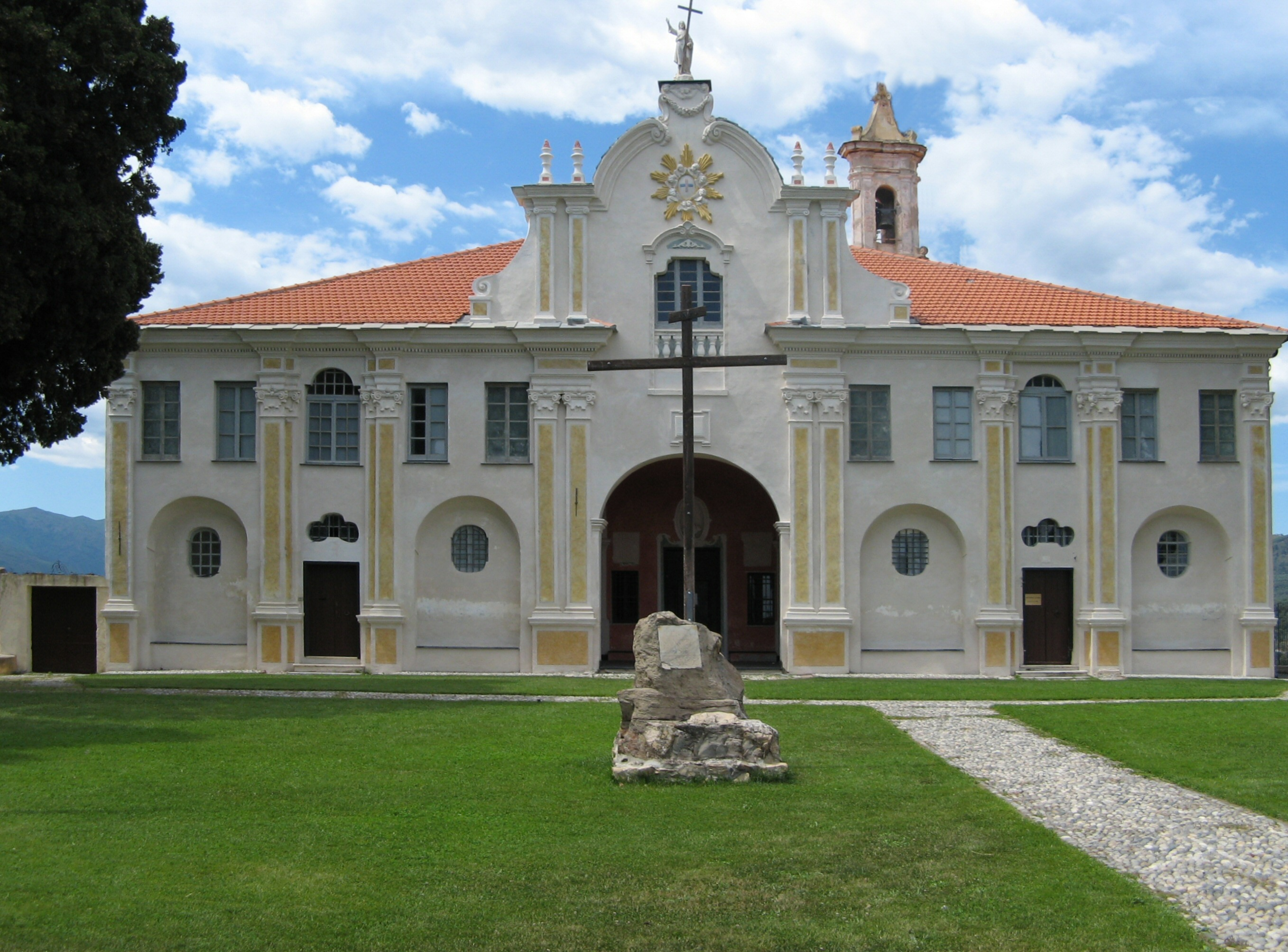
Il Santuario di Monte Calvario, restaurato recentemente
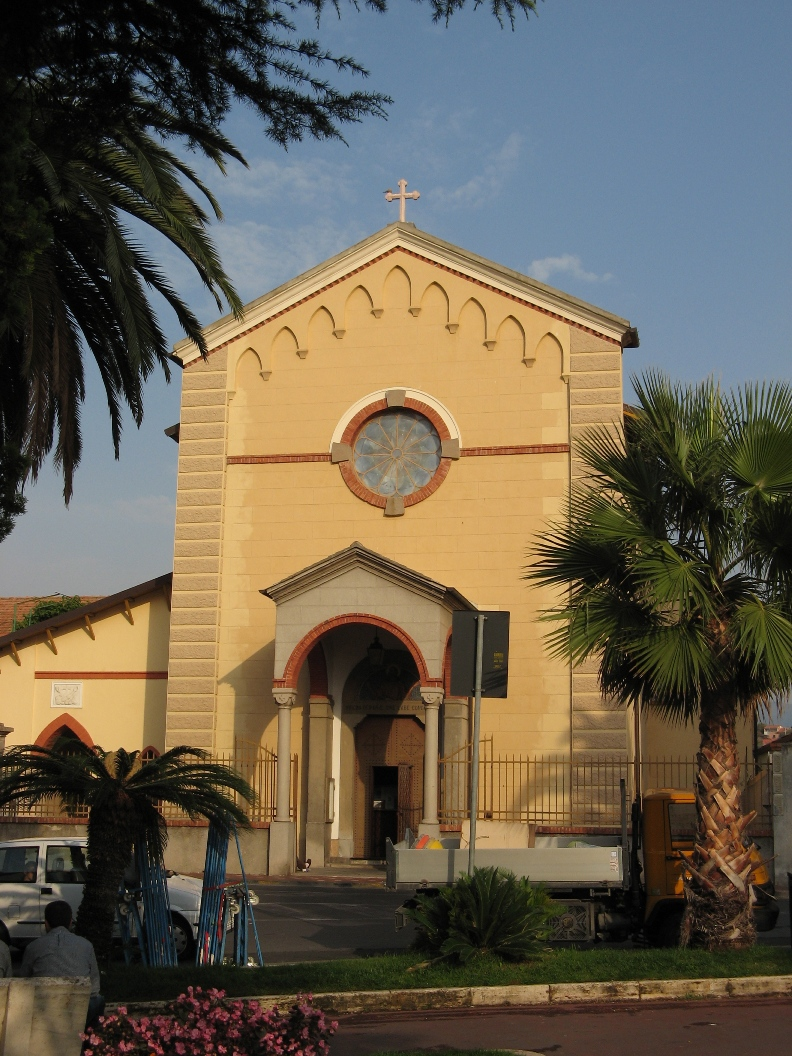
Chiesa e convento dei Cappuccini
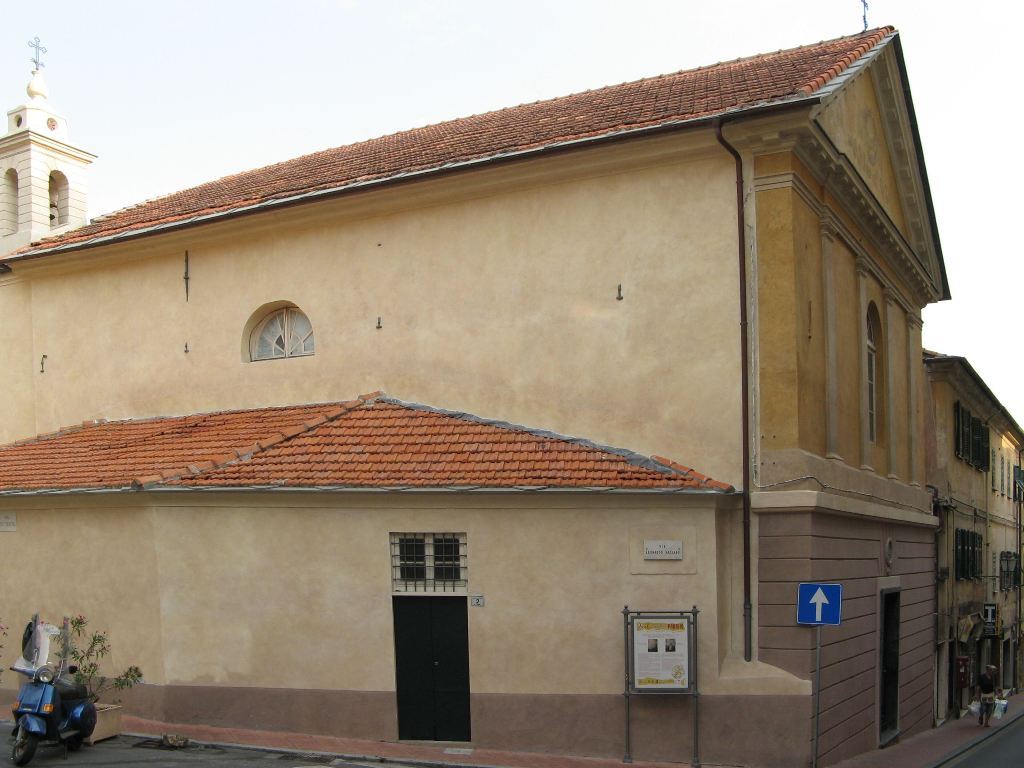
Oratorio di S.Caterina, a Porto Maurizio
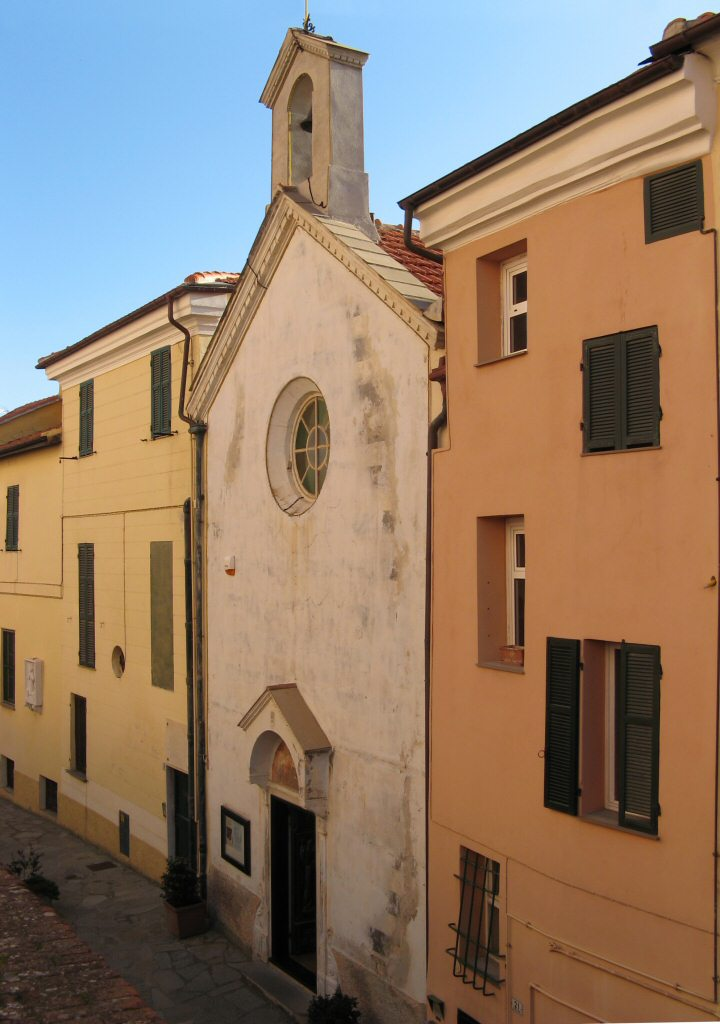
La chiesa e casa natale di San Leonardo da Porto Maurizio, a Porto Maurizio
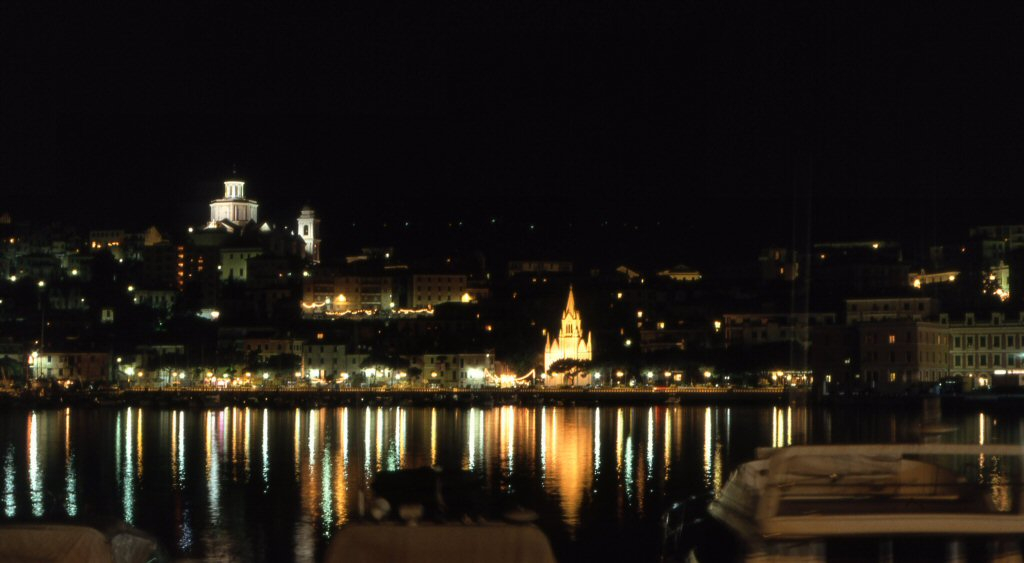
La bianca chiesa neogotica Ave Maris Stella a Borgo Marina, a Porto Maurizio
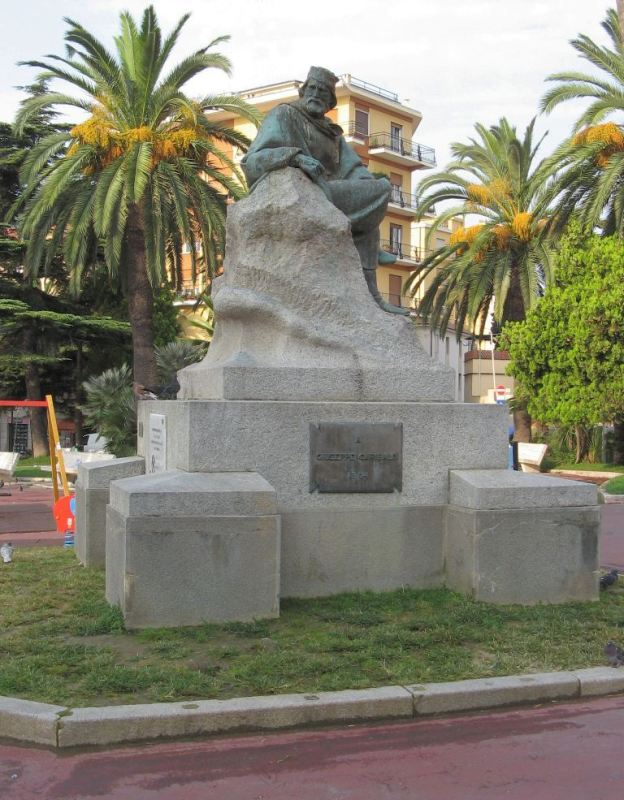
Monumento a Giuseppe Garibaldi
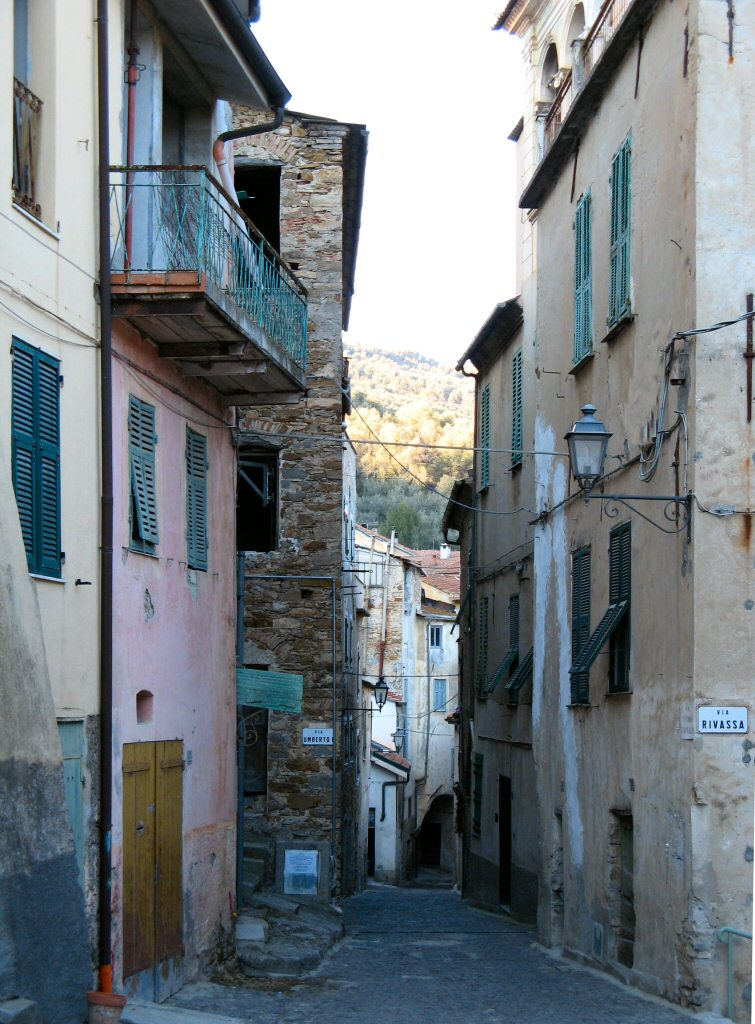
Un tipico caruggio (vicolo) di Moltedo
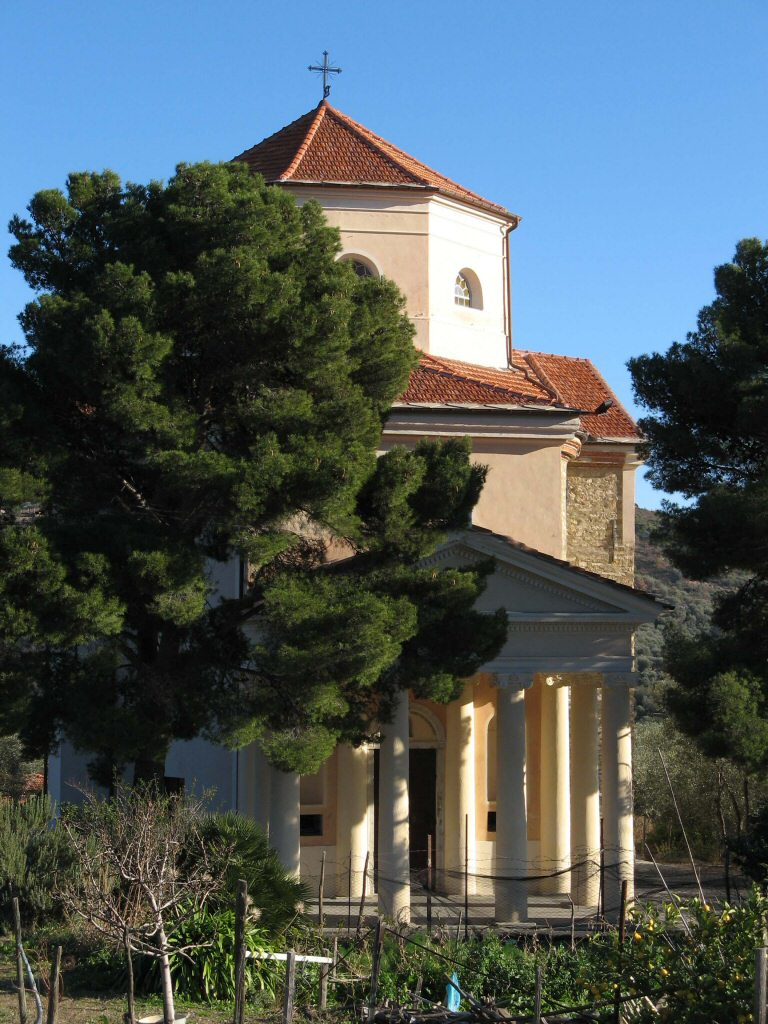
Il santuario ottagonale della Madonna del Carmine, presso Costa d’Oneglia
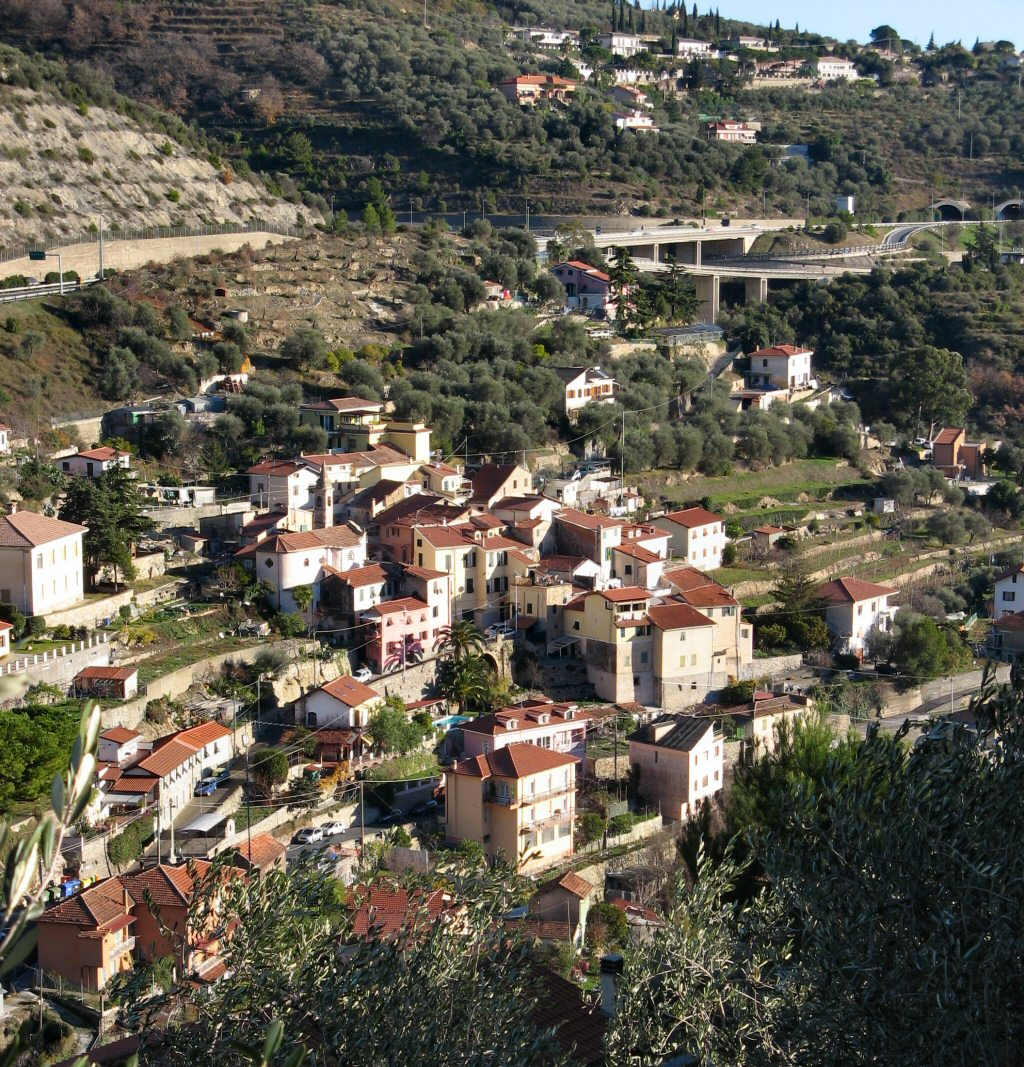
La frazione di Oliveto
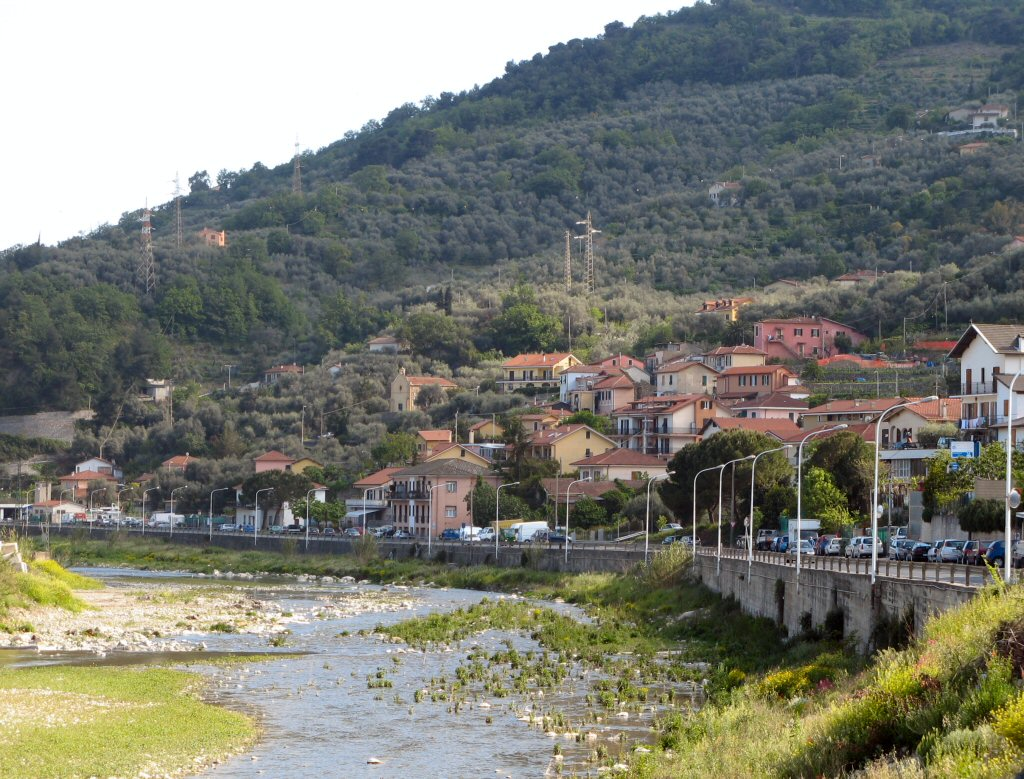
Il piccolo abitato di Barcheto, sulla riva destra dell'Impero
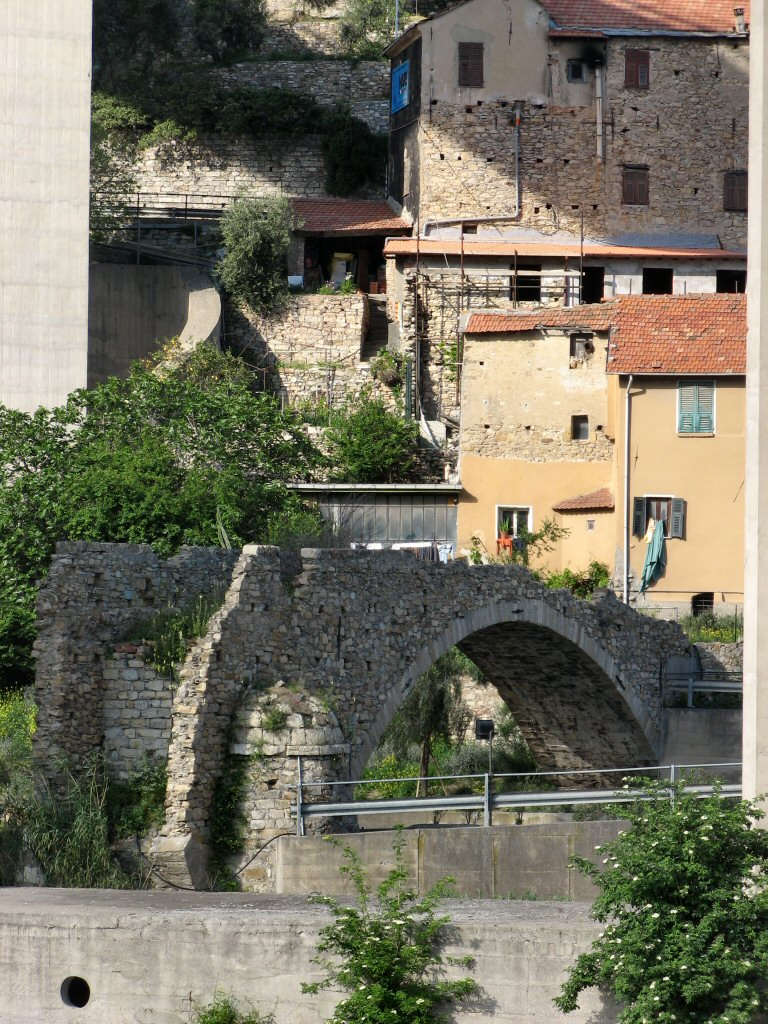
I ruderi del ponte medievale che attraversava l'Impero fra Castelvecchio e Barcheto